# Уэбб, Уолтер Прескотт
Уолтер Прескотт Уэбб (англ. Walter Prescott Webb; 3 апреля 1888, Панола, Техас — 8 марта 1963, Техас) — американский историк, специалист по истории американского Запада. Доктор философии (1932) и выпускник, профессор Техасского университета. В 1957-8 президент Американской исторической ассоциации. Лауреат Loubat Prize. Его называют «одним из самых значимых и влиятельных ученых Техаса», «легендарным техасским историком». Уже первая книга «Великие равнины» (1931) принесла ему международное признание, она же стала его главным трудом. В 2012 будет введен в Hall of Great Westerners.

Уолтер Прескотт Уэбб

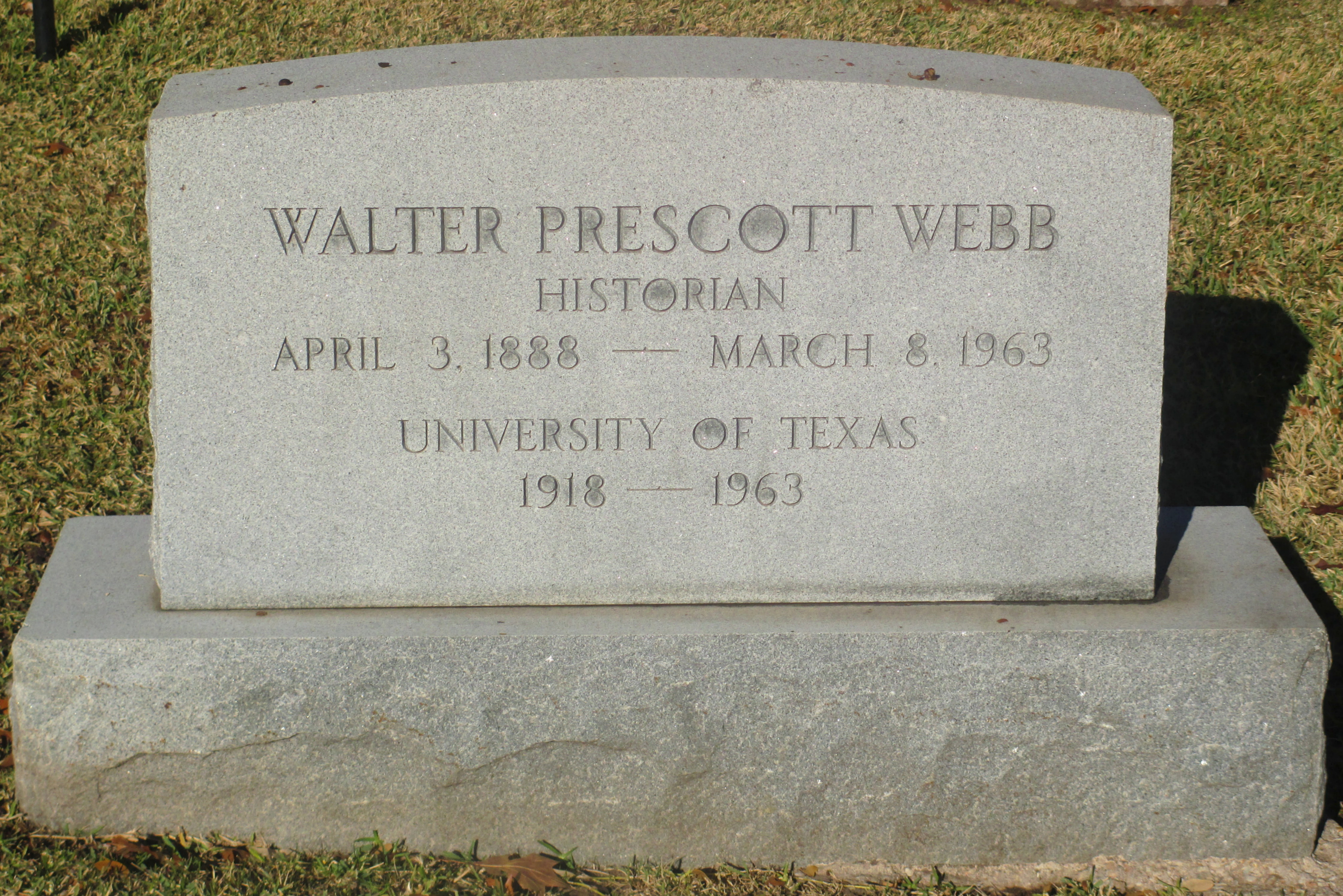
Могила Уолтера Прескотта Уэбба

## Биография
Родился на ферме в Восточном Техасе, на южной окраине Великих равнин в семье школьного учителя — фермера; его родители были эмигрантами из Миссисипи. Вырос в Западном Техасе в округе Стивенсе.
Окончив среднюю школу, получил сертификат учителя.
Учительствовал и время от времени, когда у него были на то средства, учился в Техасском университете, пока в двадцать семь лет не получил степень бакалавра B.A. по истории (в 1915; первоначально поступил туда в 1909). В 1920 подготовил магистерскую диссертацию о техасских рейнджерах и получил степень M.A. Как отмечается, исследовать рейнджеров его подтолкнула шумиха вокруг законодательного расследования подавления ими восстания 1915—1916 гг. по Plan of San Diego.
В 1922-23 занимался в Чикагском ун-те для получения докторской степени по истории, но безуспешно. Как отмечают в 2018-м: «Он был маловероятным кандидатом на роль одного из самых известных интеллектуалов Техаса… Уэбб в 40 лет был безработным, провалив докторскую программу Чикагского университета». Согласно другому изложению: «Уэбб, поддавшись давлению и стремясь получить „проклятую докторскую степень“, поступил в докторантуру Чикагского университета в 1922 году, будучи вместе с женой и маленькой дочерью. Но он провалил предварительные экзамены — „самый сильный удар, который я когда-либо получал“, что вызвало краткие мысли о самоубийстве — и вернулся в Техас через год, сломленный и разбитый».
Первоначально же желал стать писателем, и с этой целью и поступал в колледж; к истории же там его обратил социолог Линдли Миллер Кисби (Lindley Miller Keasbey), читавший курс под названием «Институциональная история».
В 1918 устроился на факультет истории в альма-матер, где за сорок пять лет академической карьеры прошел путь до заслуженного профессора. Из-за избранной им тематики исследований, Уэбба часто относят к последователям Фредерика Тёрнера, но это не так (в действительности же научрук У. в Техасе Frederic Duncalf обращался к Тернеру в Гарвард за стипендией для У. туда, однако тот отказал); в то же время У. подчеркивал свое уважение к Тернеру и говорил, что принимает за честь, что его самого причисляют к школе Тернера, но при этом отстаивал свою непричастную к тому оригинальность. В 1939, после года проведенного как Harkness Lecturer в Лондонском университете, У. станет директором Texas State Historical Association (по 1946). Член-учредитель и феллоу Texas Institute of Letters, член Философского общества Техаса. В 1954-55 президент Организации американских историков. Получил почетные степени от Чикагского университета (доктор права, 1958), Южного методистского университета и Оксфордского университета в Англии. Также получил премию в размере 10 000 долларов от Американского совета научных обществ за выдающиеся заслуги в области науки, и награду за выдающиеся заслуги в области сохранения природы от Бюро мелиорации США.
Автор/редактор более 20 книг.
Первая книга — The Great Plains (1931), кою сам автор однажды охарактеризовал как «автобиографию с научной отделкой»; будет признанна Советом по исследованиям в области социальных наук в 1939 году выдающимся вкладом в американскую историю со времен Первой мировой войны; а в 1950 году опрос среди историков определит ее как самую важную работу в истории США, написанную с начала века; на ее же основе У. получил докторскую степень Техасского университета в 1932 году. Следующая книга, «Техасские рейнджеры» (1935), считается точным исследованием данного правоохранительного органа фронтира (однако же сам автор назовет ее не более чем «работой компетентного подмастерья»; впрочем, и спустя семь десятилетий ее называют самой известной по теме). Помимо его учебников, она также стала единственной, написанной У. в традиционном стиле. У. вспоминал, что Paramount приобрела права для создания фильма по ней, посвященного столетию Техаса и «в полной мере использовала название и мало что еще. Картина была довольно успешной. Я не собираюсь рассказывать вам, что я за нее получил в разгар [Великой] депрессии, но скажу так: то, что я получил, сделало депрессию более терпимой».
В 1937 выпустил контраверсийную Divided We Stand — в ней он попытался показать вассальную зависимость Юга и Запада от Севера. Последней крупной работой стала его самая амбициозная The Great Frontier, также встретившая неоднозначную реакцию. Шеф-редактор The Handbook of Texas.
К моменту своего избрания президентом Американской исторической ассоциации, стал первым, избранным во время преподавания в южном учреждении, а также преподавателем-резидентом к западу от реки Миссисипи, чем сам У. весьма гордился. После его смерти J. Frank Dobie охарактеризовал его как «самого сильного мыслителя, которого я когда-либо знал». Согласно Encyclopedia of the Great Plains: У. был одним из выдающихся историков региона и американского западного фронтира. В память о нем ежегодно с 1965 проводится серия лекций Walter Prescott Webb Memorial Lectures.
«Уэбб в целом придерживался поговорки „Пиши о том, что знаешь“, а лучше всего он знал опыт англо-техасского фронтира конца девятнадцатого и начала двадцатого веков. Хотя он прибыл на место событий ближе к его концу, он был достаточно близок к белым поселенцам, которых считал „первыми людьми“ западно-техасского фронтира, и мысленным взором мог видеть этих „настоящих людей“, как он их называл, „тех, кто охотился на бизонов, сражался с команчами, шел по скотоводческой тропе“» (Andrew R. Graybill).
Погиб в автокатастрофе вблизи своего родного города Остин. Женился в 1916, в 1960 овдовел; дочь (р. 1918). В 1961 женился на вдове Маури Маверика. Со студенческих лет близко дружил с Roy Bedichek и J. Frank Dobie (последний также однажды заметит про У.: «Мало кто из людей его положения и интеллектуальной мощи испытывал столь близко удушье нищеты»). В 1994 будет открыта скульптура троих друзей, авторства Glenna Goodacre. Еще одним другом У. был Frank Hamer, устроитель ликвидации Бонни и Клайда.